# 海登峰

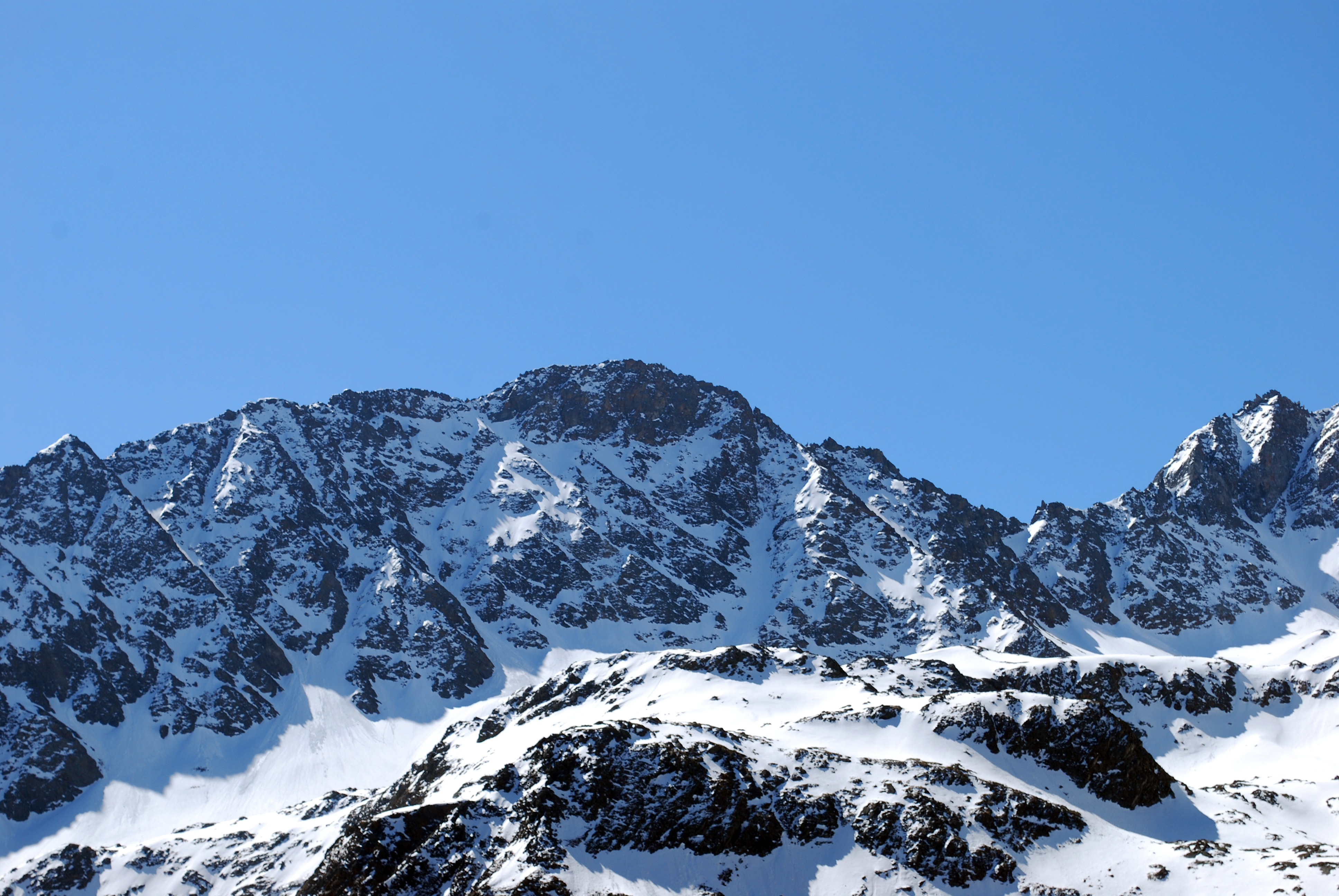

47°10′19″N 11°4′1″E / 47.17194°N 11.06694°E
海登峰（德語：Haidenspitze），是奧地利的山峰，位於該國西部，由蒂羅爾州負責管轄，屬於斯圖拜阿爾卑斯山脈的一部分，距離羅特格魯本峰0.6公里，海拔高度2,975米。